# Pronevjera

Pronevjera je radnja zadržavanja imovine u svrhu prisvajanja te imovine od strane jedne ili više osoba kojima je imovina povjerena, bilo da je drže ili koriste u određene svrhe. To je vrsta financijske prijevare. Na primjer, odvjetnik može pronevjeriti sredstva s povjereničkih računa svojih klijenata; financijski savjetnik može pronevjeriti sredstva investitora; a muž ili žena mogu pronevjeriti sredstva s bankovnog računa koji imaju zajedno sa supružnikom.
Pronevjera je obično zločin s predumišljajem, koji se provodi metodično, uz mjere opreza koje prikrivaju kriminalnu pretvorbu imovine, koja se događa bez znanja ili pristanka oštećene osobe. Često uključuje tajnu osobu koja pronevjeri samo mali dio ukupnih sredstava ili resursa koje prima ili kontrolira, u pokušaju da minimizira rizik od otkrivanja pogrešne raspodjele sredstava ili resursa. Ako je uspješna, pronevjera se može nastaviti godinama bez otkrivanja. Žrtve često shvate da su nestali novac, ušteđevina, imovina ili drugi resursi i da ih je pronevjeritelj prevario tek kada im je istovremeno potreban relativno velik dio sredstava; ili su sredstva potrebna za drugu upotrebu; ili kada velika institucionalna reorganizacija (zatvaranje ili preseljenje tvornice ili poslovnog ureda) zahtijeva potpuno i neovisno računovodstvo svih stvarnih i likvidnih sredstava, prije ili istodobno s reorganizacijom. Tipični kazneni elementi pronevjere su lažna pretvorba imovine druge osobe od strane osobe koja zakonito kontrolira imovinu.
Pronevjera se razlikuje od krađe na tri načina. Prvo, u pronevjeri se mora dogoditi stvarna konverzija; drugo, originalno uzimanje ne smije biti prekršaj, i treće, u kaznama. Primjer konverzije je kada osoba evidentira čekove u čekovnoj knjizi ili evidenciji transakcija kao da se koriste za jednu određenu svrhu, a zatim izričito koristi sredstva s tekućeg računa za drugu i potpuno drugu svrhu. Pronevjera nije uvijek oblik krađe ili djelo krađe, budući da se te definicije posebno bave otimanjem nečega što ne pripada počiniteljima. Umjesto toga, pronevjera je, općenito govoreći, čin prijevarnog zadržavanja imovine od strane jedne ili više osoba kojima je takva imovina povjerena. Osobe kojima je povjerena takva imovina mogu, ali i ne moraju imati vlasnički interes u toj imovini.